# Omar Namsaoui
Omar Namsaoui (en arabe : عمر النمساوي), né le 4 avril 1990 à Fès (Maroc) est un footballeur marocain évoluant dans le club de la RS Berkane. Il joue au poste de latéral droit.

## Biographie

### En club
Il participe à plusieurs reprises à la Coupe de la confédération avec le club de la RS Berkane. Lors de la saison 2018-2019, il marque un but lors du 1er tour face au club libyen d'Al-Ittihad Tripoli. Il marque ensuite un but en demi-finale face au club tunisien du Club sportif sfaxien. Son équipe s'incline en finale face au club égyptien de Zamalek. La saison suivante, il remporte la compétition en battant le club égyptien du Pyramids FC en finale.

### En sélection
Mi-janvier 2021, il figure sur la liste définitive de l'équipe du Maroc A' pour prendre part au championnat d'Afrique, sous les commandes de l'entraîneur Houcine Ammouta. Omar Namsaoui joue la totalité des matchs de la CHAN 2021 en tant que latéral droit. Il finit par remporter la compétition internationale après une victoire face à l'équipe du Mali A' sur une victoire de 2-0.

## Palmarès

### En club
Maghreb de Fès
- Championnat du Maroc :
  - Vice champion : 2010-11.

- Coupe du Maroc (1) :
  - Vainqueur : 2018.
- Supercoupe de la CAF (1) :
  - Vainqueur : 2011.

 RS Berkane
- Coupe de la confédération (2) :
  - Vainqueur : 2019-20, 2021-22
  - Finaliste : 2018-19.

### En sélection
Maroc A'
- Championnat d'Afrique des nations (CHAN)
  - Vainqueur : 2020